# Agustín Albano de Silveira Pinto
Agustín Albano de Silveira Pinto (1785-1850) fue un político, economista, y médico portugués, del siglo XIX.

## Biografía
Agustín fue diputado, ministro y catedrático de Botánica y Química de la Universidad de Oporto, donde publicó en 1827 Primeiras linhas de Chímica e Botánica y fue autor también del Código farmacéutico lusitano, cuya cuarta edición, 1846, ofrece interés botánico por los catálogos de las plantas portuguesas y brasileñas que contiene, con la nomenclatura científica y vulgar ( la edición póstuma es de 1858, Oporto, revisada por José Pereira Reis ).